# Route Adélie de Vitré 2024
La 28e édition de la Route Adélie de Vitré a eu lieu le 29 mars 2024. Cette course cycliste d'un jour fait partie du calendrier UCI Europe Tour 2024 en catégorie 1.1 (troisième niveau mondial).
Cette course est aussi inscrite au calendrier de la Coupe de France en tant que 7e manche de l'édition 2024.
L'épreuve est remportée par Jenthe Biermans de l'équipe Arkéa - B&B Hotels qui règle le sprint de l'échappée devant Sandy Dujardin (TotalEnergies) et Alexandre Delettre (St Michel - Mavic - Auber93).

## Présentation

### Équipes
La Route Adélie de Vitré est classée en catégorie 1.1 du circuit  UCI Europe Tour. Par conséquent, la course est ouverte aux équipes UCI WorldTeam dans la limite de 50 % des équipes participantes, aux équipes continentales professionnelles, aux équipes continentales et aux équipes nationales.
Dix-neuf équipes participent à la Route Adélie de Vitré : cinq WorldTeams, neuf ProTeams et cinq équipes continentales, pour un total de 130 coureurs :
| WorldTeams (5)- Arkéa-B&B Hotels - Cofidis - Decathlon-AG2R La Mondiale - Groupama-FDJ - Intermarché-Wanty ProTeams (9)- Bingoal WB - Burgos-BH - Caja Rural-Seguros RGA - Equipo Kern Pharma - Euskaltel-Euskadi - Team Novo Nordisk - TotalEnergies - Uno-X Mobility - VF Group-Bardiani CSF-Faizané Équipes continentales (5)- CIC U Nantes Atlantique - Lotto Dstny Development Team - Nice Métropole Côte d'Azur - Saint Michel-Mavic-Auber 93 - Van Rysel-Roubaix |
| |

### Principaux coureurs présents
Le tenant du titre Fredrik Dversnes est au départ de la course. Les autres principaux favoris attendus sont des baroudeurs : Benoît Cosnefroy, vainqueur deux jours plus tôt de Paris-Camembert 2024, David Gaudu, Clément Venturini, Alexandre Delettre ou encore Jenthe Biermans. Si la course termine en sprint massif Bryan Coquard serait un candidat très attendu pour la victoire.

### Diffusion
La course est diffusée sur Eurosport 2 et sur France 3 Bretagne.

## Classement de la course
| \| Classement général \| Classement général \| Classement général \| Classement général \| Classement général \| \| Coureur \| Coureur \| Pays \| Équipe \| Temps \| \| ------------------ \| -------------------- \| ------------------ \| --------------------------- \| ------------------ \| \| 1er \| Jenthe Biermans \| Belgique \| Arkéa-B&B Hotels \| 4 h 03 min 27 s \| \| 2e \| Sandy Dujardin \| France \| TotalEnergies \| + 0 s \| \| 3e \| Alexandre Delettre \| France \| Saint Michel-Mavic-Auber 93 \| + 0 s \| \| 4e \| David Gaudu \| France \| Groupama-FDJ \| + 0 s \| \| 5e \| Carl-Frederik Bévort \| Danemark \| Uno-X Mobility \| + 0 s \| \| 6e \| Jordan Labrosse \| France \| Decathlon-AG2R La Mondiale \| + 0 s \| \| 7e \| Xabier Berasategi \| Espagne \| Euskaltel-Euskadi \| + 2 s \| \| 8e \| Noa Isidore \| France \| Decathlon-AG2R La Mondiale \| + 2 s \| \| 9e \| Clément Braz Afonso \| France \| CIC U Nantes Atlantique \| + 2 s \| \| 10e \| Simon Dalby \| Danemark \| Uno-X Mobility \| + 9 s \| |                      |          |                             |                 |
| |                      |          |                             |                 |
| Source : ProCyclingStats |                      |          |                             |                 |
| Classement général |                      |          |                             |                 |
| Coureur | Coureur              | Pays     | Équipe                      | Temps           |
| 1er | Jenthe Biermans      | Belgique | Arkéa-B&B Hotels            | 4 h 03 min 27 s |
| 2e | Sandy Dujardin       | France   | TotalEnergies               | + 0 s           |
| 3e | Alexandre Delettre   | France   | Saint Michel-Mavic-Auber 93 | + 0 s           |
| 4e | David Gaudu          | France   | Groupama-FDJ                | + 0 s           |
| 5e | Carl-Frederik Bévort | Danemark | Uno-X Mobility              | + 0 s           |
| 6e | Jordan Labrosse      | France   | Decathlon-AG2R La Mondiale  | + 0 s           |
| 7e | Xabier Berasategi    | Espagne  | Euskaltel-Euskadi           | + 2 s           |
| 8e | Noa Isidore          | France   | Decathlon-AG2R La Mondiale  | + 2 s           |
| 9e | Clément Braz Afonso  | France   | CIC U Nantes Atlantique     | + 2 s           |
| 10e | Simon Dalby          | Danemark | Uno-X Mobility              | + 9 s           |

## Attributions des points

### Classement UCI
La course attribue aux coureurs le même nombre des points pour l'UCI Europe Tour 2024 et le Classement mondial UCI.
| Position           | 1er | 2e | 3e | 4e | 5e | 6e | 7e | 8e | 9e | 10e | 11e | 12e | 13e à 15e | 16e à 25e |
| Classement général | 125 | 85 | 70 | 60 | 50 | 40 | 35 | 30 | 25 | 20  | 15  | 10  | 5         | 3         |

### Classements Coupe de France
L'ordre d'arrivée de l'épreuve détermine le nombre de points attribués pour le classement général individuel de la Coupe de France 2024.
| Position | 1er | 2e | 3e | 4e | 5e | 6e | 7e | 8e | 9e | 10e | 11e | 12e | 13e | 14e | 15e |
| Points   | 50  | 35 | 25 | 20 | 18 | 16 | 14 | 12 | 10 | 8   | 6   | 5   | 3   | 3   | 3   |

Le classement par équipes de la Coupe de France est établi de la manière suivante : on additionne les places des trois premiers coureurs pour définir le score de chaque équipe. Puis les équipes sont classées par score décroissant. L'équipe avec le total le plus faible sera la première et recevra 12 points au classement des équipes, jusqu'à la neuvième équipe qui marquera deux points. Seules les équipes françaises marquent des points.
| Position | 1re | 2e | 3e | 4e | 5e | 6e | 7e | 8e | 9e |
| Points   | 12  | 9  | 8  | 7  | 6  | 5  | 4  | 3  | 2  |

## Liste des participants
| Légende | Légende                                                                    | Légende | Légende                                                    |
| ------- | -------------------------------------------------------------------------- | ------- | ---------------------------------------------------------- |
| Num     | Dossard de départ porté par le coureur sur la Route Adélie de Vitré        | Pos     | Position à l'arrivée de la course                          |
|         | Indique un maillot de champion national ou mondial, suivi de sa spécialité | NP      | Indique un coureur qui n'a pas pris le départ de la course |
| AB      | Indique un coureur qui n'a pas terminé la course                           | HD      | Indique un coureur qui a terminé la course hors des délais |
| DSQ     | Indique un coureur qui a été disqualifié de la course                      |         |                                                            |

| Uno-X Mobility UXM                  | Uno-X Mobility UXM             | Uno-X Mobility UXM |
| ----------------------------------- | ------------------------------ | ------------------ |
| Num                                 | Coureur                        | Pos                |
| 1                                   | Fredrik Dversnes (NOR) (route) | 12e                |
| 2                                   | Carl-Frederik Bévort (DEN)     | 5e                 |
| 3                                   | Erlend Blikra (NOR)            | 96e                |
| 4                                   | Marcus Sander Hansen (DEN)     | 102e               |
| 5                                   | Anders Skaarseth (NOR)         | 41e                |
| 6                                   | Magnus Kulset (NOR)            | 62e                |
| 7                                   | Simon Dalby (DEN)              | 10e                |
| Directeur sportif : Kristian Kulset |                                |                    |

| Arkéa-B&B Hotels ARK               | Arkéa-B&B Hotels ARK     | Arkéa-B&B Hotels ARK |
| ---------------------------------- | ------------------------ | -------------------- |
| Num                                | Coureur                  | Pos                  |
| 11                                 | Jenthe Biermans (BEL)    | 1er                  |
| 12                                 | Ewen Costiou (FRA)       | 11e                  |
| 13                                 | Thibault Guernalec (FRA) | 76e                  |
| 14                                 | Mathis Le Berre (FRA)    | 64e                  |
| 15                                 | Nicolas Milesi (ITA)     | 46e                  |
| 16                                 | Pierre Thierry (FRA)     | 56e                  |
| 17                                 | Clément Venturini (FRA)  | 19e                  |
| Directeur sportif : Laurent Pichon |                          |                      |

| Intermarché-Wanty IWA                   | Intermarché-Wanty IWA     | Intermarché-Wanty IWA |
| --------------------------------------- | ------------------------- | --------------------- |
| Num                                     | Coureur                   | Pos                   |
| 22                                      | Vito Braet (BEL)          | 87e                   |
| 23                                      | Alexy Faure Prost (FRA)   | 97e                   |
| 24                                      | Arne Marit (BEL)          | 50e                   |
| 25                                      | Tom Paquot (BEL)          | 88e                   |
| 26                                      | Baptiste Planckaert (BEL) | 89e                   |
| 27                                      | Zeno Moonen (BEL)         | AB                    |
| Directeur sportif : Sébastien Demarbaix |                           |                       |

| Cofidis COF                           | Cofidis COF           | Cofidis COF |
| ------------------------------------- | --------------------- | ----------- |
| Num                                   | Coureur               | Pos         |
| 31                                    | Bryan Coquard (FRA)   | 43e         |
| 32                                    | Eddy Finé (FRA)       | AB          |
| 33                                    | Alexis Gougeard (FRA) | AB          |
| 34                                    | Oliver Knight (GBR)   | AB          |
| 35                                    | Nolann Mahoudo (FRA)  | 75e         |
| 36                                    | Stefano Oldani (ITA)  | AB          |
| 37                                    | Hugo Toumire (FRA)    | 55e         |
| Directeur sportif : Yvonnick Bolgiani |                       |             |

| Decathlon-AG2R La Mondiale DAT     | Decathlon-AG2R La Mondiale DAT | Decathlon-AG2R La Mondiale DAT |
| ---------------------------------- | ------------------------------ | ------------------------------ |
| Num                                | Coureur                        | Pos                            |
| 41                                 | Benoît Cosnefroy (FRA)         | 13e                            |
| 42                                 | Léo Bisiaux (FRA)              | 57e                            |
| 43                                 | Tom Donnenwirth (FRA)          | AB                             |
| 44                                 | Noa Isidore (FRA)              | 8e                             |
| 45                                 | Jordan Labrosse (FRA)          | 6e                             |
| 46                                 | Killian Verschuren (FRA)       | 74e                            |
| Directeur sportif : Sébastien Joly |                                |                                |

| Groupama-FDJ GFC                    | Groupama-FDJ GFC       | Groupama-FDJ GFC |
| ----------------------------------- | ---------------------- | ---------------- |
| Num                                 | Coureur                | Pos              |
| 51                                  | David Gaudu (FRA)      | 4e               |
| 52                                  | Titouan Fontaine (FRA) | AB               |
| 53                                  | Joshua Golliker (GBR)  | 101e             |
| 54                                  | Thibaud Gruel (FRA)    | 21e              |
| 55                                  | Noah Hobbs (GBR)       | 14e              |
| 56                                  | Brieuc Rolland (FRA)   | 32e              |
| 57                                  | Marc Sarreau (FRA)     | AB               |
| Directeur sportif : Thierry Bricaud |                        |                  |

| Lotto Dstny Development Team LDD  | Lotto Dstny Development Team LDD | Lotto Dstny Development Team LDD |
| --------------------------------- | -------------------------------- | -------------------------------- |
| Num                               | Coureur                          | Pos                              |
| 61                                | Lionel Taminiaux (BEL)           | 28e                              |
| 62                                | Axel De Lie (BEL)                | AB                               |
| 63                                | Steffen De Schuyteneer (BEL)     | 52e                              |
| 64                                | Matys Grisel (FRA)               | 25e                              |
| 65                                | Tars Poelvoorde (BEL)            | 54e                              |
| 66                                | Henri Vandenabeele (BEL)         | 92e                              |
| 67                                | Victor Vaneeckhoutte (BEL)       | 82e                              |
| Directeur sportif : Tony Gallopin |                                  |                                  |

| TotalEnergies TEN                 | TotalEnergies TEN     | TotalEnergies TEN |
| --------------------------------- | --------------------- | ----------------- |
| Num                               | Coureur               | Pos               |
| 71                                | Julien Simon (FRA)    | 34e               |
| 72                                | Sandy Dujardin (FRA)  | 2e                |
| 73                                | Valentin Ferron (FRA) | 47e               |
| 74                                | Lorrenzo Manzin (FRA) | 68e               |
| 75                                | Paul Ourselin (FRA)   | 38e               |
| 77                                | Baptiste Vadic (FRA)  | AB                |
| Directeur sportif : Romain Sicard |                       |                   |

| Caja Rural-Seguros RGA CJR         | Caja Rural-Seguros RGA CJR    | Caja Rural-Seguros RGA CJR |
| ---------------------------------- | ----------------------------- | -------------------------- |
| Num                                | Coureur                       | Pos                        |
| 81                                 | Julen Arriolabengoa (ESP)     | 72e                        |
| 82                                 | Samuel Fernández García (ESP) | 45e                        |
| 83                                 | David González López (ESP)    | 23e                        |
| 84                                 | Jaume Guardeño (ESP)          | 59e                        |
| 85                                 | Michal Schlegel (CZE)         | AB                         |
| 86                                 | Calum Johnston (GBR)          | 99e                        |
| 87                                 | Thomas Silva (URU)            | 30e                        |
| Directeur sportif : Rubén Martínez |                               |                            |

| Bingoal WB BWB                             | Bingoal WB BWB             | Bingoal WB BWB |
| ------------------------------------------ | -------------------------- | -------------- |
| Num                                        | Coureur                    | Pos            |
| 91                                         | Louka Matthys (BEL)        | 33e            |
| 92                                         | Michiel Lambrecht (BEL)    | 31e            |
| 93                                         | Milan Lanhove (BEL)        | 61e            |
| 94                                         | Alexander Salby (DEN)      | 65e            |
| 95                                         | Sil Van Daele (BEL)        | 67e            |
| 96                                         | Sébastien van Poppel (BEL) | AB             |
| 97                                         | Sasha Weemaes (BEL)        | 93e            |
| Directeur sportif : Alessandro Spezialetti |                            |                |

| Euskaltel-Euskadi EUS                 | Euskaltel-Euskadi EUS          | Euskaltel-Euskadi EUS |
| ------------------------------------- | ------------------------------ | --------------------- |
| Num                                   | Coureur                        | Pos                   |
| 101                                   | Jon Aberasturi (ESP)           | 16e                   |
| 102                                   | Nicolás Alustiza (ESP)         | 91e                   |
| 103                                   | Xabier Berasategi (ESP)        | 7e                    |
| 104                                   | James Fouché (NZL)             | 17e                   |
| 105                                   | Andoni López de Abetxuko (ESP) | 80e                   |
| 106                                   | Unai Cuadrado (ESP)            | 39e                   |
| 107                                   | Unai Zubeldia (ESP)            | 85e                   |
| Directeur sportif : Santiago Barranco |                                |                       |

| Team Novo Nordisk TNN                 | Team Novo Nordisk TNN   | Team Novo Nordisk TNN |
| ------------------------------------- | ----------------------- | --------------------- |
| Num                                   | Coureur                 | Pos                   |
| 111                                   | Sam Brand (GBR)         | 94e                   |
| 112                                   | Quinten De Graeve (BEL) | 103e                  |
| 113                                   | Lucas Dauge (FRA)       | AB                    |
| 114                                   | Matyáš Kopecký (CZE)    | 22e                   |
| 115                                   | Andrea Peron (ITA)      | 69e                   |
| 116                                   | Antonio Polga (ITA)     | 100e                  |
| 117                                   | Filippo Ridolfo (ITA)   | AB                    |
| Directeur sportif : Massimo Podenzana |                         |                       |

| VF Group-Bardiani CSF-Faizanè VBF  | VF Group-Bardiani CSF-Faizanè VBF | VF Group-Bardiani CSF-Faizanè VBF |
| ---------------------------------- | --------------------------------- | --------------------------------- |
| Num                                | Coureur                           | Pos                               |
| 121                                | Filippo Fiorelli (ITA)            | 77e                               |
| 122                                | Riccardo Lucca (ITA)              | NP                                |
| 123                                | Filippo Magli (ITA)               | 20e                               |
| 124                                | Martin Marcellusi (ITA)           | AB                                |
| 125                                | Alessandro Tonelli (ITA)          | AB                                |
| 126                                | Enrico Zanoncello (ITA)           | 66e                               |
| 127                                | Samuele Zoccarato (ITA)           | AB                                |
| Directeur sportif : Luca Amoriello |                                   |                                   |

| Burgos-BH BBH | Burgos-BH BBH                  | Burgos-BH BBH |
| ------------- | ------------------------------ | ------------- |
| Num           | Coureur                        | Pos           |
| 131           | Óscar Pelegrí (ESP)            | 79e           |
| 132           | Clément Alleno (FRA)           | 63e           |
| 133           | Rodrigo Álvarez (ESP)          | AB            |
| 134           | Antonio Angulo (ESP)           | 29e           |
| 135           | Geórgios Boúglas (GRE) (route) | 51e           |
| 136           | Ángel Fuentes (ESP)            | 37e           |
| 137           | George Jackson (NZL)           | 83e           |

| Saint Michel-Mavic-Auber 93 AUB | Saint Michel-Mavic-Auber 93 AUB | Saint Michel-Mavic-Auber 93 AUB |
| ------------------------------- | ------------------------------- | ------------------------------- |
| Num                             | Coureur                         | Pos                             |
| 141                             | Alexandre Delettre (FRA)        | 3e                              |
| 142                             | Nicolas Breuillard (FRA)        | 36e                             |
| 143                             | Jérémy Cabot (FRA)              | AB                              |
| 144                             | Romain Cardis (FRA)             | 15e                             |
| 145                             | Dillon Corkery (IRL)            | 78e                             |
| 146                             | Théo Delacroix (FRA)            | 71e                             |
| 147                             | Jérémy Lecroq (FRA)             | 70e                             |
| Directeur sportif : Tony Hurel  |                                 |                                 |

| Equipo Kern Pharma EKP | Equipo Kern Pharma EKP   | Equipo Kern Pharma EKP |
| ---------------------- | ------------------------ | ---------------------- |
| Num                    | Coureur                  | Pos                    |
| 151                    | Hugo Aznar (ESP)         | AB                     |
| 152                    | Iñigo Elosegui (ESP)     | 60e                    |
| 153                    | Álex Jaime (ESP)         | 27e                    |
| 154                    | Francisco Galván (ESP)   | 81e                    |
| 155                    | Mikel Retegi (ESP)       | 90e                    |
| 156                    | Eugenio Sánchez (ESP)    | AB                     |
| 157                    | Antonio Jesús Soto (ESP) | AB                     |

| CIC U Nantes Atlantique UCN | CIC U Nantes Atlantique UCN | CIC U Nantes Atlantique UCN |
| --------------------------- | --------------------------- | --------------------------- |
| Num                         | Coureur                     | Pos                         |
| 161                         | Pierre-Henry Basset (FRA)   | 86e                         |
| 162                         | Clément Braz Afonso (FRA)   | 9e                          |
| 163                         | Léo Danès (FRA)             | 35e                         |
| 164                         | Artus Jaladeau (FRA)        | 42e                         |
| 165                         | Antoine Hue (FRA)           | 98e                         |
| 166                         | Matisse Julien (CAN)        | 84e                         |
| 167                         | Jon Rye-Johnsen (NOR)       | 95e                         |

| Nice Métropole Côte d'Azur NMC      | Nice Métropole Côte d'Azur NMC | Nice Métropole Côte d'Azur NMC |
| ----------------------------------- | ------------------------------ | ------------------------------ |
| Num                                 | Coureur                        | Pos                            |
| 171                                 | Jonathan Couanon (FRA)         | 18e                            |
| 172                                 | Melvin Crommelinck (FRA)       | 48e                            |
| 173                                 | Noah Knecht (FRA)              | AB                             |
| 174                                 | Paul Hennequin (FRA)           | AB                             |
| 175                                 | Jean-Louis Le Ny (FRA)         | AB                             |
| 176                                 | Andrea Mifsud                  | 24e                            |
| 177                                 | Axel Narbonne-Zuccarelli (FRA) | 53e                            |
| Directeur sportif : Frédéric Doutre |                                |                                |

| Van Rysel-Roubaix VRR               | Van Rysel-Roubaix VRR | Van Rysel-Roubaix VRR |
| ----------------------------------- | --------------------- | --------------------- |
| Num                                 | Coureur               | Pos                   |
| 181                                 | Emmanuel Morin (FRA)  | 26e                   |
| 182                                 | Kévin Avoine (FRA)    | 44e                   |
| 183                                 | Thomas Boudat (FRA)   | AB                    |
| 184                                 | Rémi Capron (FRA)     | 58e                   |
| 185                                 | Maxime Jarnet (FRA)   | 49e                   |
| 186                                 | Jérémy Leveau (FRA)   | 40e                   |
| 187                                 | Samuel Leroux (FRA)   | 73e                   |
| Directeur sportif : Gilles Pauchard |                       |                       |

| Uno-X Mobility UXM                  | Uno-X Mobility UXM             | Uno-X Mobility UXM |
| ----------------------------------- | ------------------------------ | ------------------ |
| Num                                 | Coureur                        | Pos                |
| 1                                   | Fredrik Dversnes (NOR) (route) | 12e                |
| 2                                   | Carl-Frederik Bévort (DEN)     | 5e                 |
| 3                                   | Erlend Blikra (NOR)            | 96e                |
| 4                                   | Marcus Sander Hansen (DEN)     | 102e               |
| 5                                   | Anders Skaarseth (NOR)         | 41e                |
| 6                                   | Magnus Kulset (NOR)            | 62e                |
| 7                                   | Simon Dalby (DEN)              | 10e                |
| Directeur sportif : Kristian Kulset |                                |                    |

| Arkéa-B&B Hotels ARK               | Arkéa-B&B Hotels ARK     | Arkéa-B&B Hotels ARK |
| ---------------------------------- | ------------------------ | -------------------- |
| Num                                | Coureur                  | Pos                  |
| 11                                 | Jenthe Biermans (BEL)    | 1er                  |
| 12                                 | Ewen Costiou (FRA)       | 11e                  |
| 13                                 | Thibault Guernalec (FRA) | 76e                  |
| 14                                 | Mathis Le Berre (FRA)    | 64e                  |
| 15                                 | Nicolas Milesi (ITA)     | 46e                  |
| 16                                 | Pierre Thierry (FRA)     | 56e                  |
| 17                                 | Clément Venturini (FRA)  | 19e                  |
| Directeur sportif : Laurent Pichon |                          |                      |

| Intermarché-Wanty IWA                   | Intermarché-Wanty IWA     | Intermarché-Wanty IWA |
| --------------------------------------- | ------------------------- | --------------------- |
| Num                                     | Coureur                   | Pos                   |
| 22                                      | Vito Braet (BEL)          | 87e                   |
| 23                                      | Alexy Faure Prost (FRA)   | 97e                   |
| 24                                      | Arne Marit (BEL)          | 50e                   |
| 25                                      | Tom Paquot (BEL)          | 88e                   |
| 26                                      | Baptiste Planckaert (BEL) | 89e                   |
| 27                                      | Zeno Moonen (BEL)         | AB                    |
| Directeur sportif : Sébastien Demarbaix |                           |                       |

| Cofidis COF                           | Cofidis COF           | Cofidis COF |
| ------------------------------------- | --------------------- | ----------- |
| Num                                   | Coureur               | Pos         |
| 31                                    | Bryan Coquard (FRA)   | 43e         |
| 32                                    | Eddy Finé (FRA)       | AB          |
| 33                                    | Alexis Gougeard (FRA) | AB          |
| 34                                    | Oliver Knight (GBR)   | AB          |
| 35                                    | Nolann Mahoudo (FRA)  | 75e         |
| 36                                    | Stefano Oldani (ITA)  | AB          |
| 37                                    | Hugo Toumire (FRA)    | 55e         |
| Directeur sportif : Yvonnick Bolgiani |                       |             |

| Decathlon-AG2R La Mondiale DAT     | Decathlon-AG2R La Mondiale DAT | Decathlon-AG2R La Mondiale DAT |
| ---------------------------------- | ------------------------------ | ------------------------------ |
| Num                                | Coureur                        | Pos                            |
| 41                                 | Benoît Cosnefroy (FRA)         | 13e                            |
| 42                                 | Léo Bisiaux (FRA)              | 57e                            |
| 43                                 | Tom Donnenwirth (FRA)          | AB                             |
| 44                                 | Noa Isidore (FRA)              | 8e                             |
| 45                                 | Jordan Labrosse (FRA)          | 6e                             |
| 46                                 | Killian Verschuren (FRA)       | 74e                            |
| Directeur sportif : Sébastien Joly |                                |                                |

| Groupama-FDJ GFC                    | Groupama-FDJ GFC       | Groupama-FDJ GFC |
| ----------------------------------- | ---------------------- | ---------------- |
| Num                                 | Coureur                | Pos              |
| 51                                  | David Gaudu (FRA)      | 4e               |
| 52                                  | Titouan Fontaine (FRA) | AB               |
| 53                                  | Joshua Golliker (GBR)  | 101e             |
| 54                                  | Thibaud Gruel (FRA)    | 21e              |
| 55                                  | Noah Hobbs (GBR)       | 14e              |
| 56                                  | Brieuc Rolland (FRA)   | 32e              |
| 57                                  | Marc Sarreau (FRA)     | AB               |
| Directeur sportif : Thierry Bricaud |                        |                  |

| Lotto Dstny Development Team LDD  | Lotto Dstny Development Team LDD | Lotto Dstny Development Team LDD |
| --------------------------------- | -------------------------------- | -------------------------------- |
| Num                               | Coureur                          | Pos                              |
| 61                                | Lionel Taminiaux (BEL)           | 28e                              |
| 62                                | Axel De Lie (BEL)                | AB                               |
| 63                                | Steffen De Schuyteneer (BEL)     | 52e                              |
| 64                                | Matys Grisel (FRA)               | 25e                              |
| 65                                | Tars Poelvoorde (BEL)            | 54e                              |
| 66                                | Henri Vandenabeele (BEL)         | 92e                              |
| 67                                | Victor Vaneeckhoutte (BEL)       | 82e                              |
| Directeur sportif : Tony Gallopin |                                  |                                  |

| TotalEnergies TEN                 | TotalEnergies TEN     | TotalEnergies TEN |
| --------------------------------- | --------------------- | ----------------- |
| Num                               | Coureur               | Pos               |
| 71                                | Julien Simon (FRA)    | 34e               |
| 72                                | Sandy Dujardin (FRA)  | 2e                |
| 73                                | Valentin Ferron (FRA) | 47e               |
| 74                                | Lorrenzo Manzin (FRA) | 68e               |
| 75                                | Paul Ourselin (FRA)   | 38e               |
| 77                                | Baptiste Vadic (FRA)  | AB                |
| Directeur sportif : Romain Sicard |                       |                   |

| Caja Rural-Seguros RGA CJR         | Caja Rural-Seguros RGA CJR    | Caja Rural-Seguros RGA CJR |
| ---------------------------------- | ----------------------------- | -------------------------- |
| Num                                | Coureur                       | Pos                        |
| 81                                 | Julen Arriolabengoa (ESP)     | 72e                        |
| 82                                 | Samuel Fernández García (ESP) | 45e                        |
| 83                                 | David González López (ESP)    | 23e                        |
| 84                                 | Jaume Guardeño (ESP)          | 59e                        |
| 85                                 | Michal Schlegel (CZE)         | AB                         |
| 86                                 | Calum Johnston (GBR)          | 99e                        |
| 87                                 | Thomas Silva (URU)            | 30e                        |
| Directeur sportif : Rubén Martínez |                               |                            |

| Bingoal WB BWB                             | Bingoal WB BWB             | Bingoal WB BWB |
| ------------------------------------------ | -------------------------- | -------------- |
| Num                                        | Coureur                    | Pos            |
| 91                                         | Louka Matthys (BEL)        | 33e            |
| 92                                         | Michiel Lambrecht (BEL)    | 31e            |
| 93                                         | Milan Lanhove (BEL)        | 61e            |
| 94                                         | Alexander Salby (DEN)      | 65e            |
| 95                                         | Sil Van Daele (BEL)        | 67e            |
| 96                                         | Sébastien van Poppel (BEL) | AB             |
| 97                                         | Sasha Weemaes (BEL)        | 93e            |
| Directeur sportif : Alessandro Spezialetti |                            |                |

| Euskaltel-Euskadi EUS                 | Euskaltel-Euskadi EUS          | Euskaltel-Euskadi EUS |
| ------------------------------------- | ------------------------------ | --------------------- |
| Num                                   | Coureur                        | Pos                   |
| 101                                   | Jon Aberasturi (ESP)           | 16e                   |
| 102                                   | Nicolás Alustiza (ESP)         | 91e                   |
| 103                                   | Xabier Berasategi (ESP)        | 7e                    |
| 104                                   | James Fouché (NZL)             | 17e                   |
| 105                                   | Andoni López de Abetxuko (ESP) | 80e                   |
| 106                                   | Unai Cuadrado (ESP)            | 39e                   |
| 107                                   | Unai Zubeldia (ESP)            | 85e                   |
| Directeur sportif : Santiago Barranco |                                |                       |

| Team Novo Nordisk TNN                 | Team Novo Nordisk TNN   | Team Novo Nordisk TNN |
| ------------------------------------- | ----------------------- | --------------------- |
| Num                                   | Coureur                 | Pos                   |
| 111                                   | Sam Brand (GBR)         | 94e                   |
| 112                                   | Quinten De Graeve (BEL) | 103e                  |
| 113                                   | Lucas Dauge (FRA)       | AB                    |
| 114                                   | Matyáš Kopecký (CZE)    | 22e                   |
| 115                                   | Andrea Peron (ITA)      | 69e                   |
| 116                                   | Antonio Polga (ITA)     | 100e                  |
| 117                                   | Filippo Ridolfo (ITA)   | AB                    |
| Directeur sportif : Massimo Podenzana |                         |                       |

| VF Group-Bardiani CSF-Faizanè VBF  | VF Group-Bardiani CSF-Faizanè VBF | VF Group-Bardiani CSF-Faizanè VBF |
| ---------------------------------- | --------------------------------- | --------------------------------- |
| Num                                | Coureur                           | Pos                               |
| 121                                | Filippo Fiorelli (ITA)            | 77e                               |
| 122                                | Riccardo Lucca (ITA)              | NP                                |
| 123                                | Filippo Magli (ITA)               | 20e                               |
| 124                                | Martin Marcellusi (ITA)           | AB                                |
| 125                                | Alessandro Tonelli (ITA)          | AB                                |
| 126                                | Enrico Zanoncello (ITA)           | 66e                               |
| 127                                | Samuele Zoccarato (ITA)           | AB                                |
| Directeur sportif : Luca Amoriello |                                   |                                   |

| Burgos-BH BBH | Burgos-BH BBH                  | Burgos-BH BBH |
| ------------- | ------------------------------ | ------------- |
| Num           | Coureur                        | Pos           |
| 131           | Óscar Pelegrí (ESP)            | 79e           |
| 132           | Clément Alleno (FRA)           | 63e           |
| 133           | Rodrigo Álvarez (ESP)          | AB            |
| 134           | Antonio Angulo (ESP)           | 29e           |
| 135           | Geórgios Boúglas (GRE) (route) | 51e           |
| 136           | Ángel Fuentes (ESP)            | 37e           |
| 137           | George Jackson (NZL)           | 83e           |

| Saint Michel-Mavic-Auber 93 AUB | Saint Michel-Mavic-Auber 93 AUB | Saint Michel-Mavic-Auber 93 AUB |
| ------------------------------- | ------------------------------- | ------------------------------- |
| Num                             | Coureur                         | Pos                             |
| 141                             | Alexandre Delettre (FRA)        | 3e                              |
| 142                             | Nicolas Breuillard (FRA)        | 36e                             |
| 143                             | Jérémy Cabot (FRA)              | AB                              |
| 144                             | Romain Cardis (FRA)             | 15e                             |
| 145                             | Dillon Corkery (IRL)            | 78e                             |
| 146                             | Théo Delacroix (FRA)            | 71e                             |
| 147                             | Jérémy Lecroq (FRA)             | 70e                             |
| Directeur sportif : Tony Hurel  |                                 |                                 |

| Equipo Kern Pharma EKP | Equipo Kern Pharma EKP   | Equipo Kern Pharma EKP |
| ---------------------- | ------------------------ | ---------------------- |
| Num                    | Coureur                  | Pos                    |
| 151                    | Hugo Aznar (ESP)         | AB                     |
| 152                    | Iñigo Elosegui (ESP)     | 60e                    |
| 153                    | Álex Jaime (ESP)         | 27e                    |
| 154                    | Francisco Galván (ESP)   | 81e                    |
| 155                    | Mikel Retegi (ESP)       | 90e                    |
| 156                    | Eugenio Sánchez (ESP)    | AB                     |
| 157                    | Antonio Jesús Soto (ESP) | AB                     |

| CIC U Nantes Atlantique UCN | CIC U Nantes Atlantique UCN | CIC U Nantes Atlantique UCN |
| --------------------------- | --------------------------- | --------------------------- |
| Num                         | Coureur                     | Pos                         |
| 161                         | Pierre-Henry Basset (FRA)   | 86e                         |
| 162                         | Clément Braz Afonso (FRA)   | 9e                          |
| 163                         | Léo Danès (FRA)             | 35e                         |
| 164                         | Artus Jaladeau (FRA)        | 42e                         |
| 165                         | Antoine Hue (FRA)           | 98e                         |
| 166                         | Matisse Julien (CAN)        | 84e                         |
| 167                         | Jon Rye-Johnsen (NOR)       | 95e                         |

| Nice Métropole Côte d'Azur NMC      | Nice Métropole Côte d'Azur NMC | Nice Métropole Côte d'Azur NMC |
| ----------------------------------- | ------------------------------ | ------------------------------ |
| Num                                 | Coureur                        | Pos                            |
| 171                                 | Jonathan Couanon (FRA)         | 18e                            |
| 172                                 | Melvin Crommelinck (FRA)       | 48e                            |
| 173                                 | Noah Knecht (FRA)              | AB                             |
| 174                                 | Paul Hennequin (FRA)           | AB                             |
| 175                                 | Jean-Louis Le Ny (FRA)         | AB                             |
| 176                                 | Andrea Mifsud                  | 24e                            |
| 177                                 | Axel Narbonne-Zuccarelli (FRA) | 53e                            |
| Directeur sportif : Frédéric Doutre |                                |                                |

| Van Rysel-Roubaix VRR               | Van Rysel-Roubaix VRR | Van Rysel-Roubaix VRR |
| ----------------------------------- | --------------------- | --------------------- |
| Num                                 | Coureur               | Pos                   |
| 181                                 | Emmanuel Morin (FRA)  | 26e                   |
| 182                                 | Kévin Avoine (FRA)    | 44e                   |
| 183                                 | Thomas Boudat (FRA)   | AB                    |
| 184                                 | Rémi Capron (FRA)     | 58e                   |
| 185                                 | Maxime Jarnet (FRA)   | 49e                   |
| 186                                 | Jérémy Leveau (FRA)   | 40e                   |
| 187                                 | Samuel Leroux (FRA)   | 73e                   |
| Directeur sportif : Gilles Pauchard |                       |                       |